# 拉布罗斯
拉布罗斯（法語：Labrosse，法語發音：[labʁɔs]）是法国卢瓦雷省的一个旧市镇，位于该省北部，属于皮蒂维耶区。拉布罗斯已于2016年和相邻的另外6个市镇合并为新市镇勒马勒塞布瓦（Le Malesherbois）。

## 地理
拉布罗斯（48°14'39"N, 2°23'32"E）面积4.09 平方千米，位于法国中央-卢瓦尔河谷大区卢瓦雷省，该省份为法国中北部省份，北起埃松省，西北接厄尔-卢瓦省，西南接卢瓦-谢尔省，南至涅夫勒省和谢尔省，东临约讷省，东北接塞纳-马恩省。
与拉布罗斯接壤的市镇（或旧市镇、城区）包括：欧热维尔-拉里维耶尔、埃松河畔布里亚尔、库德赖、迪芒什维尔、勒马勒塞布瓦、芒什库尔。

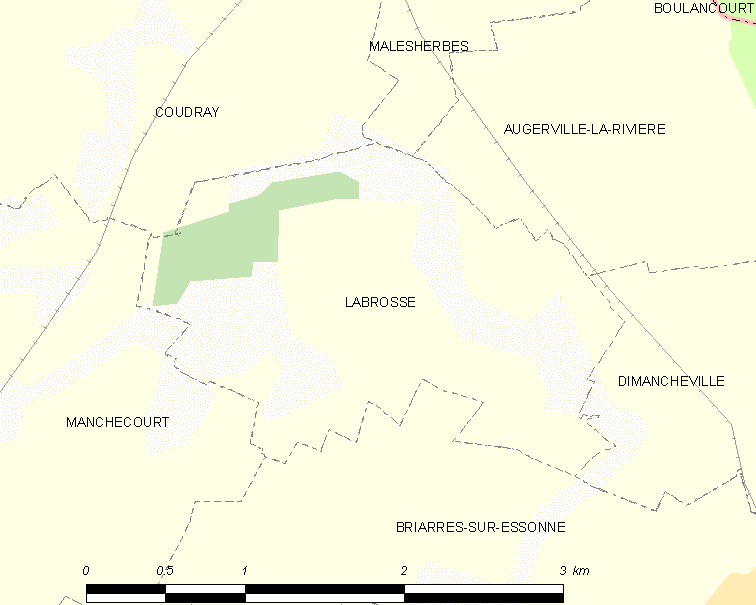
拉布罗斯的OSM定位图

拉布罗斯的时区为UTC+01:00、UTC+02:00（夏令时）。

## 行政
拉布罗斯的邮政编码为45330，INSEE市镇编码为45057。

## 政治
拉布罗斯所属的省级选区为勒马勒塞布瓦县。

## 人口

1962-2008年间拉布罗斯人口变化图示

拉布罗斯于2018年1月1日时的人口数量为97人。